# Општина Мошница Ноуа (Тимиш)
Мошница Ноуа (рум. Moşniţa Nouã) општина је у Румунији у округу Тимиш.
Oпштина се налази на надморској висини од 88 m.